# 네벨베르퍼

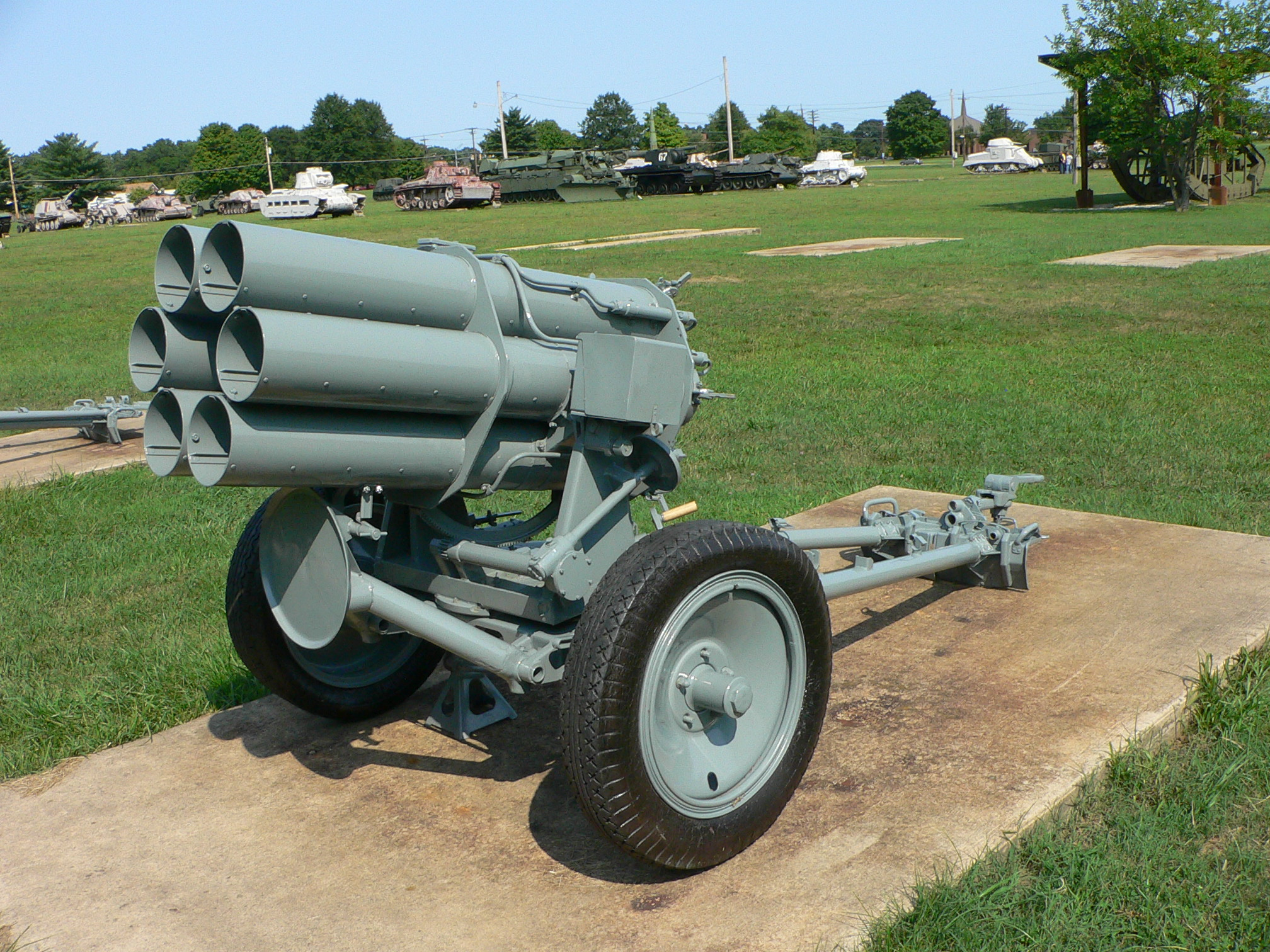
6개의 포신을 가진 네벨베르퍼 41

네벨베르퍼(Nebelwerfer, 독일어로 '연막발사기'라는 뜻으로, 실제 용도를 감추기 위한 암호명이다.)는 1930년대 개발되어 경보병을 대상으로 한 독일의 견인식로켓포이다. 6개의 150 mm 포신이 있으며, 75 파운드의 로켓을 발사한다. 발사음이 매우 특이했기에 시실리 공격에 참여한 미군 병사들은 이 포를 비명지르는 미미(Screaming Mimi) 또는 흐느끼는 미미(Moaning Mimi)라 불렀다. 최초의 현대 다연장 로켓포라 불린다.
네벨베르퍼 41은 포신이 6개이다. 75 파운드의 150 mm 로켓을 6800 m 거리에 쏟아부을 수 있다. 포탄은 부르프그라나테 41(Wurfgranate 41, 로켓수류탄이라는 의미이다.)라 불린다. 후기형인 네벨베르퍼 42는 210 mm 구경의 포신이 5개가 있으며, 250 파운드의 추진체를 8 km까지 쏘아보낸다. 210 mm 포신은 내부에 분리 가능한 레일을 넣어 150 mm 로켓도 사용할 수 있도록 하였다. 이 두 로켓포는 전쟁 초기에 대전차포를 견인하던 마차를 개량하여 운반하였다.
화력이 약했기 때문에 전차나 장갑차 등에게는 효과가 없었으나, 한번에 많은 양을 쏟아부을 수 있었기에 일반 보병에게는 극히 치명적이었다.
발사 방법은 포병들이 로켓을 장전하고 포를 조준한뒤, 몇미터 뒤로 물러나 전선을 이용해 점화하여 발사하는 것이었다. 발사 후에는 포연이 자욱했기에, 대포병사격이 임무인 포에게는 좋은 먹잇감이 되었다. 그러므로 긴급 상황이 아니라면 발사 후 포를 이동시키는 것은 그들에게는 상식이었다.
열악한 기동성을 개선하기 위해 견인차에 포신을 장착하는 방법을 고안했다. 그리하여 개발된것이 판처베르퍼이다. 전쟁 후반, 전선에 필요한 병기는 많아지는데 물자는 부족해지자, 이 네벨베르퍼를 경금속으로 만들고 래크마저 나무로 만들자는 제안이 나왔다.

### 베르퍼그라나테 21
베르퍼그라나테 21(Werfergranate 21, WGr21)은 비유도식 공대공 로켓으로, 1943년 8월 17일 슈바인푸르트 방어전에 처음으로 사용되었다. 최초로 기체에 장착하여 사용한 로켓이라 불린다. 주로 아군의 전투기가 공격을 하기 쉽도록, 적의 진형을 흐트러뜨리는 데 사용하였다.